# هاوس‌یروی
هاوس‌ْیَروی (به فنلاندی: Hausjärvi) یک منطقهٔ مسکونی در فنلاند است که در تاواستیای اصلی واقع شده‌است.

## خواهرخوانده
شهرهای دهستان وایکه-ماریا، بخش استرومسوند و نایئه، هوکایدو خواهرخوانده‌های هاوس‌یروی هستند.